# Vrapci (Sokolac)
Pour les articles homonymes, voir Vrapci.
Vrapci (en serbe cyrillique : Врапци) est un village de Bosnie-Herzégovine. Il est situé sur le territoire de la ville d'Istočno Sarajevo, dans la municipalité de Sokolac et dans la république serbe de Bosnie. Selon les premiers résultats du recensement bosnien de 2013, il compte 56 habitants.

## Géographie
Le village est situé sur les bords de la rivière Kruševica, un affluent de la Bioštica.

## Démographie

### Évolution historique de la population dans la localité
| 1948 | 1953 | 1961 | 1971 | 1981 | 1991 | 2013 |
| ---- | ---- | ---- | ---- | ---- | ---- | ---- |
| -    | -    | 239  | 208  | 138  | 98   | 56   |

|  |